# Locust Hill Pond
Locust Hill Pond är en sjö i Belize. Den ligger i distriktet Orange Walk, i den norra delen av landet, 70 km norr om huvudstaden Belmopan.